# Пасивно-агресивно понашање
Пасивно-агресивно понашање карактерише образац пасивног непријатељства и избегавања директне комуникације. Неактивност у којој је нека акција друштвено уобичајена је типична пасивно-агресивна стратегија. Такво понашање понекад примењују сарадници, што изазива претеривање или збрку. То може бити израз потешкоће у суочавању са нечијим негативним емоцијама.
Представља поступак ако је овакво понашање повремено и не омета у суштини социјалну или професионалну функцију или односе; представља понашање ако се користи чешће.

## Примена

### Психологија
У психологији, пасивно-агресивно понашање карактерише уобичајени образац неактивног отпора очекиваним радним захтевима, противљење, потиснутост тврдоглавост и негативни ставови као одговор на захтеве за нормалним нивоима перформанси које очекују други. Најчешће се јавља на радном месту, где отпор показује индиректно понашање као одуговлачење, заборавност и сврховита неефикасност, посебно као реакција на захтеве ауторитарних личности, али може се јавити и у међуљудским контекстима.
Други извор карактерише пасивно-агресивно понашање као: "особина личности која је обележена свеприсутнијим узорком негативних ставова и карактеризирана пасивним, понекад опструкционистичким отпором да се испуне очекивања у међуљудским или професионалним ситуацијама. Понашања: научена беспомоћност, одуговлачење, тврдоглавост, огорченост, потиснутост или намерни (поновљени) неуспеси у извршавању тражених задатака за које је појединац (често изричито) одговоран". Остали примери пасивно-агресивног понашања могу укључивати избегавање директне или јасне комуникације, избегавање проблема, страх од интимности или конкуренције, тражење оправдања, окривљавање других, опструкционизам, изигравање жртве, изрицање усаглашености са захтевима, сарказам, ускраћивање комплимената и скривање љутње.

### Теорије конфилкта
У теоријама конфликта, пасивно-агресивно понашање може личити на понашање које је боље описано малициозношћу, јер се састоји од намерних, активних, али пажљиво закривљених непријатељских чинова који се по карактеру разликују од неасертивног стила пасивног отпора.

### Пословно окружење
Пасивно-агресивно понашање радника и руководиоца штети јединству и продуктивности тима. Пример каже: "Најгори случај пасивно-агресивног понашања укључује деструктивне ставове попут негативности, мржње, огорчености, одуговлачења," заборављања "да се нешто учини, хронична закашњења и намерне неефикасности." Ако се ово понашање занемари, то може резултирати смањеном ефикасношћу канцеларије и фрустрацијом међу радницима. Ако су руководиоци пасивно-агресивни у свом понашању, то може завршити смањењем креативности тима. Један цитат добро описује пасивно-агресивно понашање руководилаца (менаџмента): "Заправо би имало смисла да они који су унапређени на руководеће положаје често могу бити они за које се чини да су површни, дипломатски и подржавајући, а који су заправо нечасни, саботери који стоје иза сцене."

## Историја
Пасивно-агресивно понашање први је клинички дефинисао пуковник Вилијам Менингер током Другог светског рата, у контексту реакције мушкараца на војно поштовање. Менингер је описао војнике који нису били отворено пркосни, али су изразили своју грађанску непослушност (оно што је назвао "агресивност") "пасивним мерама, као што су муцање, тврдоглавост, одуговлачење, неефикасност и пасивни опструкционизам" због онога што је Менингер доживљавао као "незрелост" и реакција на "рутински војни стрес".
Према неким психоаналитичким погледима, непоштивање не указује на истинско пасивно-агресивно понашање, које се уместо тога може дефинисати као манифестација емоција које су потиснуте на основу сопствене потребе за прихватањем.